# Alfonso de Ceballos-Escalera y Gila
Alfonso de Ceballos-Escalera y Gila (Madrid, 4 marzo 1957) è un avvocato e storico spagnolo.

Stemma di Alfonso de Ceballos-Escalera y Gila, 3º Marchese de La Floresta

Detiene il titolo di Marchese de la Floresta, Visconte di Ayala nel Regno di Spagna e Duca di Ostuni dell’ex Regno delle due Sicilie (Italia). Giurista e storico, è il Re d'armi per la Comunità autonoma di Castiglia e Leon ed è autore di molti libri sulla giurisprudenza, la regalità, la nobiltà, l'araldica e la genealogia.

Stemma del Marchesato de La Floresta.

Capitano di corvetta (Teniente de Navío OF-3) in pensione della Marina militare spagnola, possiede anche il grado di capitano della marina mercantile. Ha inoltre conseguito il dottorato in Giurisprudenza, in Scienze politiche e in Storia, e ha ricevuto molti titoli cavallereschi.

## Re d’armi di Spagna
L'ufficio araldico di Re d'armi spagnolo risale al XIV secolo. Storicamente mentre gli araldi ricevevano titoli e ufficio relativi alle province iberiche o alle principali città, i Re d’armi hanno rappresentato il Regno di Spagna.
Sono stati nominati Re d’armi per Spagna, Castiglia, Leon, Frechas, Siviglia, Cordova, Murcia, Granada (creata nel 1496 per celebrare la riunificazione della Spagna), Bethune, Estella, Viana, Libertat, Blanc Lévrier, Bonne Foy, Las, Gounzcuant, Lamas, Navarra, Cataluña, Sicilia, Aragona, Napoli, Toledo, Valencia e Maiorca. Tali nomine duravano tutta la vita (ad vitam) e almeno quindici famiglie spagnole hanno prodotto più di un araldo negli ultimi cinquecento anni.
Il persistente stato di belligeranza tra il regno moresco e i regni cristiani della Penisola iberica medievale ha contribuito a creare un senso di identità etnica, o limpieza de sangre, e l'araldica è stato un modo significativo per esprimere l'identità nazionale; col tempo sono stati fatti tentativi di creare armi distintive tanto di classe quanto di etnia, e i re castigliani hanno limitato l’uso di stemmi ai membri della nobiltà in virtù della Legge 64 del 1583 Cortes de Tudela, confermata dalla Legge 13 del 1642 Cortes.
Dal 1915 i Re d’Armi sono, per consuetudine, nominati dal Ministero della Giustizia, e si occupano di araldica civica per lo stesso ministero. 
Come Cronista de Armas de Castilla y León, il marchese Alfonso de Ceballos-Escalera y Gila venne nominato per decreto della Giunta di Castilla y León, il 9 maggio 1991, pubblicato nel Bollettino Ufficiale, ha ottenuto il grado di Direttore Generale (alto livello di funzionario di Stato). Tuttavia il marchese Alfonso de Ceballos-Escalera y Gila (Cronista de Armas de Castilla y León) per la legge spagnola può unicamente certificare gli stemmi (anche quelli non nobiliari) delle famiglie richiedenti.

## Matrimoni e figli
Alfonso Ceballos-Escallera ha sposato Ana Moyano y Vital dalla quale ha avuto i seguenti figli:
- Angelina de Ceballos-Escalera y Moyano, (n. Madrid, 1º agosto 1984)
- Antonio de Ceballos-Escalera y Moyano, (n. Madrid, 16 settembre 1987)
- Ignacio de Ceballos-Escalera y Moyano, (n. Madrid, 9 dicembre 1988)
- María Teresa de Ceballos-Escalera y Moyano, (b. Segovia, 13 marzo 1994)

In seconde nozze ha sposato María Jofre y Gómez, nata il 28 gennaio 1969 a Madrid. Dal secondo matrimonio ha avuto:
- Ramiro de Ceballos-Escalera y Jofre, (n. Madrid, 13 marzo 2002)
- Isabel de Ceballos-Escalera y Jofre, (n. Madrid,  18 gennaio 2005)